# Uiin
Uiin, född 1555, död 1600, var en koreansk drottning, gift med kung Seonjo av Joseon. 
Vigseln ägde rum 1569. Paret fick inga barn, och kungen förlorade snart intresse för henne och skaffade konkubiner att producera arvingar med. Hon blev känd för sin hängivenhet för buddhismen, och grundade ett flertal buddhistiska helgedomar. Vid Japans invasion 1594 flydde hon tillsammans med kungen och hans favoritkonkubin, men separerades från dem på vägen och blev kvar i Haeju i tre år innan hon fick tillstånd av kungen att återvända till huvudstaden. När hovet åter tvingades evakuera flydde kungen ensam med sin konkubin medan drottningen flydde tillsammans med kronprinsen. 